# Obrzęk

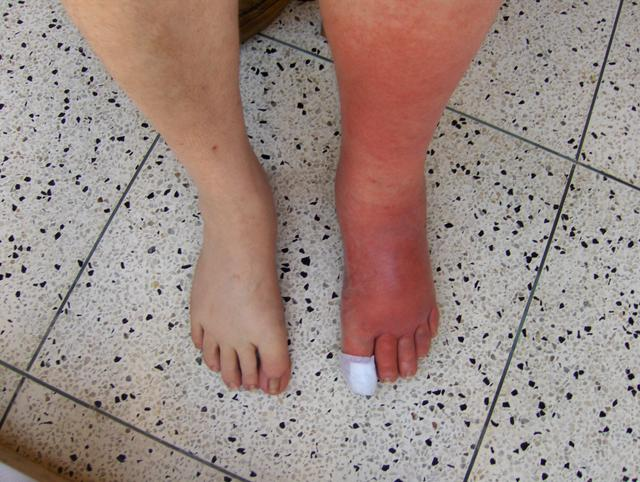
Przykład obrzęku trzeciego stopnia przy zapaleniu tkanki łącznej lewego podudzia

Obrzęk (łac. oedema) – stwierdzane w badaniu fizykalnym gromadzenie się płynu w przestrzeni pozakomórkowej i w jamach ciała. Powstaje na skutek zaburzenia równowagi między czynnikami dążącymi do zatrzymania płynu w naczyniach oraz czynników prowadzących do przedostawania się płynu poza ich światło. Obrzęk może być spowodowany zgromadzeniem przesięku lub wysięku.

## Podział obrzęków
- uogólnione:

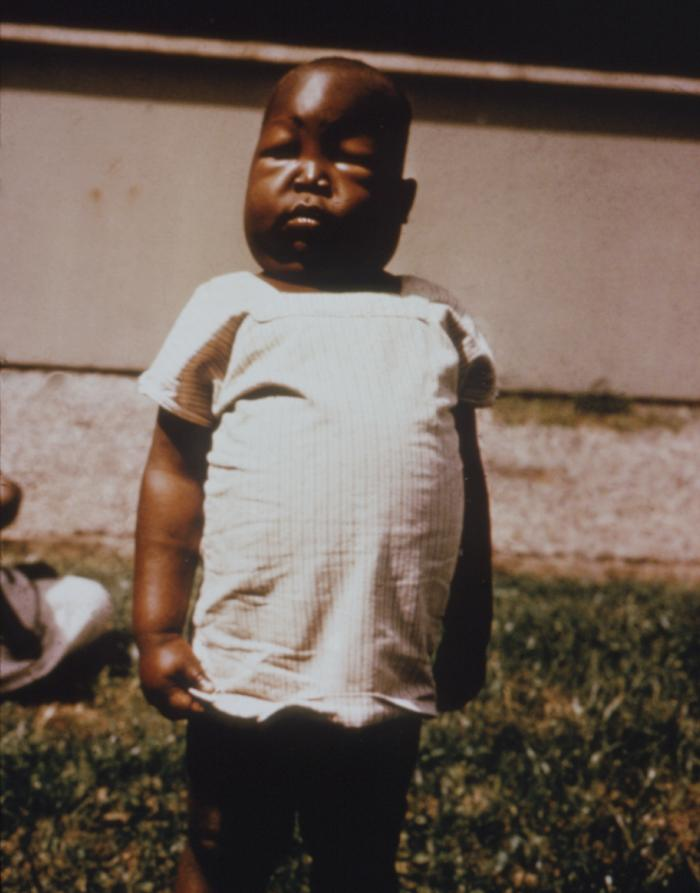
Puchlina z powodu zespołu nerczycowego w przebiegu malarii

  - skóry i tkanki podskórnej –  puchlina (łac. anasarca)
  - obrzęk całego ciała i zgromadzenie płynu w jamach ciała (łac. hydrops universalis)
- zlokalizowane:
  - w jamach ciała:
    - otrzewnej – wodobrzusze (łac. ascites)
    - osierdziu – (łac. hydropericardium)
    - opłucnej – (łac. hydrothorax)

  - czaszka
    - układ komorowy mózgu – wodogłowie - (łac. hydrocephalus)

## Przyczyny powstawania
Przyczyny powstawania obrzęków wiążą się z typem zgromadzonego płynu. 
Wysięk powstaje w wyniku:
- wzrostu przepuszczalności kapilar - reakcja alergiczna, sepsa, oparzenia

Przesięk powstaje w wyniku:
- wzrostu ciśnienia hydrostatycznego w kapilarach
- utrudnieniem odpływu żylnego obrzęk płuc
- marskości wątroby
- zwiększeniem objętości osocza spowodowane zatrzymaniem sodu
- utrudnieniem odpływu limfy
- spadku ciśnienia onkotycznego białek osocza
- retencji tkankowej sodu i następowym zatrzymaniem wody